# Kent (Iowa)
Kent es un lugar designado por el censo ubicado en el condado de Union en el estado estadounidense de Iowa. En el Censo de 2010 tenía una población de 61 habitantes y una densidad poblacional de 48,16 personas por km².

## Geografía
Kent se encuentra ubicado en las coordenadas 40°57′13″N 94°27′40″O / 40.95361, -94.46111. Según la Oficina del Censo de los Estados Unidos, Kent tiene una superficie total de 1.27 km², de la cual 1.27 km² corresponden a tierra firme y (0%) 0 km² es agua.

## Demografía
Según el censo de 2010, había 61 personas residiendo en Kent. La densidad de población era de 48,16 hab./km². De los 61 habitantes, Kent estaba compuesto por el 100% blancos, el 0% eran afroamericanos, el 0% eran amerindios, el 0% eran asiáticos, el 0% eran isleños del Pacífico, el 0% eran de otras razas y el 0% pertenecían a dos o más razas. Del total de la población el 0% eran hispanos o latinos de cualquier raza.